# Франция на зимних Олимпийских играх 1994
Франция принимала участие в Зимних Олимпийских играх 1994 года в Лиллехамере (Норвегия) в пятнадцатый раз за свою историю, и завоевала одну серебряную и четыре бронзовые медали. Сборная страны состояла из 98 спортсменов (68 мужчин, 30 женщин).

## Медалисты
| Медаль  | Спортсмен                                                   | Вид спорта       | Дисциплина                  |
| ------- | ----------------------------------------------------------- | ---------------- | --------------------------- |
| Серебро | Анн Бриан                                                   | Биатлон          | Женщины, 15 км              |
| Бронза  | Тьерри Дюссерр Патрис Байи-Сален Лионель Лоран Эрве Фланден | Биатлон          | Мужчины, эстафета, 4×7,5 км |
| Бронза  | Корин Ниогре Вероник Клодель Дельфин Бюрле Анн Бриан        | Биатлон          | Женщины, эстафета, 4×7,5 км |
| Бронза  | Эдгар Гроспирон                                             | Фристайл         | Мужчины, могул              |
| Бронза  | Филипп Канделоро                                            | Фигурное катание | Мужчины                     |